# Culex quasihibridus
Culex quasihibridus är en tvåvingeart som beskrevs av Galindo och Blanton 1954. Culex quasihibridus ingår i släktet Culex och familjen stickmyggor. Inga underarter finns listade i Catalogue of Life.